# Liste des intercommunalités de la Mayenne
Au 1er janvier 2020, le département de la Mayenne compte 9 établissements publics de coopération intercommunale à fiscalité propre dont le siège est dans le département (1 communauté d'agglomération et 8 communautés de communes). Par ailleurs une commune est groupée dans une intercommunalités dont le siège est situé hors département.

## Carte
|  | Composition au 1er janvier 2019 : - Communauté d'agglomération Laval Agglomération - Communauté de communes du Pays de Craon - Communauté de communes du Pays de Château-Gontier - Communauté de communes du Pays de Meslay-Grez - Communauté de communes Mayenne Communauté | - Communauté de communes du Bocage Mayennais - Communauté de communes de l'Ernée - Communauté de communes des Coëvrons - Communauté de communes du Mont des Avaloirs - Communauté de communes du Pays Sabolien (1 commune en Mayenne) |

## Intercommunalités à fiscalité propre
| Forme juridique            | Nom                                                       | no SIREN  | Date de création | Nombre de communes     | Population (der. pop. légale) | Superficie (km2) | Densité (hab./km2) | Siège                    | Président              | Étiquette |
| -------------------------- | --------------------------------------------------------- | --------- | ---------------- | ---------------------- | ----------------------------- | ---------------- | ------------------ | ------------------------ | ---------------------- | --------- |
| Communauté d'agglomération | Laval Agglomération                                       | 200083392 | 26 novembre 1993 | 34                     | 114 674 (2021)                | 686,10           | 167                | Laval                    | Florian Bercault       | DVG       |
| Communauté de communes     | CC Mayenne Communauté                                     | 200055887 | 1er janvier 2016 | 33                     | 36 697 (2021)                 | 621,80           | 59                 | Mayenne                  | Jean-Pierre le Scornet | DVG       |
| Communauté de communes     | CC du Pays de Château-Gontier                             | 245300447 | 1er janvier 2000 | 16                     | 30 057 (2021)                 | 453,40           | 66                 | Château-Gontier          | Philippe Henry         | UDI       |
| Communauté de communes     | CC du Pays de Craon                                       | 200048551 | 1er janvier 2015 | 37                     | 28 639 (2021)                 | 642,90           | 45                 | Craon                    | Christophe Langouët    | LREM      |
| Communauté de communes     | CC des Coëvrons                                           | 200033298 | 31 décembre 2012 | 29                     | 26 926 (2021)                 | 785,80           | 34                 | Châtres-la-Forêt         | Joël Balandraud        | UDI       |
| Communauté de communes     | CC de l'Ernée                                             | 245300355 | 3 janvier 2012   | 15                     | 20 479 (2021)                 | 479,20           | 43                 | Ernée                    | Gilles Ligot           | SE        |
| Communauté de communes     | CC du Bocage Mayennais                                    | 245300389 | 3 janvier 2012   | 27                     | 18 356 (2021)                 | 526,90           | 35                 | Gorron                   | Bruno Lestas           | SE        |
| Communauté de communes     | CC du Mont des Avaloirs                                   | 200042182 | 1er janvier 2014 | 26                     | 15 590 (2021)                 | 548,10           | 28                 | Pré-en-Pail-Saint-Samson | Diane Rouland          | DVD       |
| Communauté de communes     | CC du Pays de Meslay-Grez                                 | 245300223 | 26 décembre 2000 | 22                     | 13 794 (2021)                 | 421,80           | 33                 | Meslay-du-Maine          | Jacky Chauveau         | SE        |
| Communauté de communes     | Intercommunalité dont le siège est situé hors département |           |                  |                        |                               |                  |                    |                          |                        |           |
| Communauté de communes     | CC du Pays Sabolien                                       | 247200090 | 30 décembre 1999 | 17 (dont 1 dans le 53) | 28 355 (2021)                 | 365,70           | 78                 | Sablé-sur-Sarthe (72)    | Daniel Chevalier       | LR        |

## Organisation antérieure à 2014

### 1communauté d'agglomération
1. Laval Agglomération : 20 communes sur 433,21 km2 et 92 857 habitants (2006) soit 31,1 % de la population départementale.

### Pays de Haute Mayenne
au nord-ouest, le Pays de Haute Mayenne regroupe 101 communes sur 2 039,09 km2 et compte 92 252 habitants (2006) soit 30,9 % de la population départementale. Il est constitué des communautés de communes suivantes :
1. Communauté de communes du Bocage Mayennais
2. Communauté de communes de l'Ernée
3. Communauté de communes Le Horps-Lassay
4. Communauté de communes du Mont des Avaloirs
5. Communauté de communes du Pays de Mayenne

### Les Coëvrons
À l'est, les Coëvrons regroupent, au sein de la communauté de communes des Coëvrons, cinq anciens EPCI qui ont fusionné le 31 décembre 2012 :
1. ancienne communauté de communes de Bais
2. ancienne communauté de communes d'Erve et Charnie
3. ancienne communauté de communes du Pays d'Évron
4. ancienne communauté de communes du Pays de Montsûrs
5. l'ancien SVET (Syndicat à vocation économique et touristique des Coëvrons).

Cette entité couvre 39 communes sur 785,79 km2 et compte 27496 habitants (2011) soit 9.15 % de la population départementale.

### 6communautés de communesn'appartenant à aucun Pays (Loi Voynet)
1. Communauté de communes de la Région de Cossé-le-Vivien : 12 communes sur 234,21 km2 et 9 776 habitants soit 3,3 % de la population départementale.
2. Communauté de communes de Saint-Aignan - Renazé : 14 communes sur 206,88 km2 et 8 465 habitants soit 2,8 % de la population départementale.
3. Communauté de communes du Pays de Château-Gontier : 24 communes sur 453,38 km2 et 27 255 habitants soit 9,1 % de la population départementale.
4. Communauté de communes du Pays de Loiron : 15 communes sur 252,86 km2 et 15 558 habitants soit 5,2 % de la population départementale.
5. Communauté de communes du Pays de Meslay-Grez : 23 communes sur 421,76 km2 et 12 214 habitants soit 4,1 % de la population départementale.
6. Communauté de communes du Pays du Craonnais : 11 communes sur 201,82 km2 et 9 500 habitants soit 3,2 % de la population départementale.

### 1communauté de communesinterdépartementale
1. Communauté de communes de Sablé-sur-Sarthe : 733 habitants, 1 commune dans le département

### 7communautés de communesdissoutes
1. Communauté de communes Le Horps-Lassay
2. Communauté de communes de Meslay-du-Maine
3. Communauté de communes du Pays de Grez
4. Communauté de communes de Bais
5. Communauté de communes d'Erve et Charnie
6. Communauté de communes du Pays d'Évron
7. Communauté de communes du Pays de Montsûrs.